# RKS Radom (piłka siatkowa kobiet)
Radomskie Koło Sportowe – sekcja piłki siatkowej kobiet największe sukcesy odnosiła po II wojnie światowej.

## Historia
W siatkówkę grano w Radomiu już latach 20. XX wieku. W październiku 1931 r. siatkarze RKS-u zmierzyli się z zespołem warszawskim, AZS-em Polonia. Mecz zakończył się porażką gospodarzy 19:30. Największe sukcesy siatkarskie w klubie odnosiła jednak sekcja kobiet.
Po II wojnie światowej siatkarki RKS-u zdobyły mistrzostwo okręgu i zakwalifikowały się do finałów Mistrzostw Polski 1947. W pierwszym dniu rozgrywanego w Sopocie turnieju finałowego przegrały z krakowską Wisłą 0:2 (3:15, 11:15). Następnego dnia pokonały Harcerski Klub Sportowy z Łodzi 2:1 (15:8, 7:15, 15:12) oraz uległy toruńskiemu Pomorzaninowi 0:2 (9:15, 10:15). Po zajęciu 3. miejsca w grupie I, radomska drużyna pokonała KKS (Olsztyn) 2:0 (15:4, 15:7), po czym rozegrała mecz o 5. miejsce. Zwyciężyła w nim gdańską Lechię 2:1 (15:3, 4:15, 15:8). Według relacji „Przeglądu Sportowego” w turnieju tym radomianki były „najładniej ubrane”.
W latach 50. XX wieku drużyna z Radomia występowała w III lidze.

## Osiągnięcia
Mistrzostwa Polski:
- 5. miejsce (1): 1947